# 영아산통

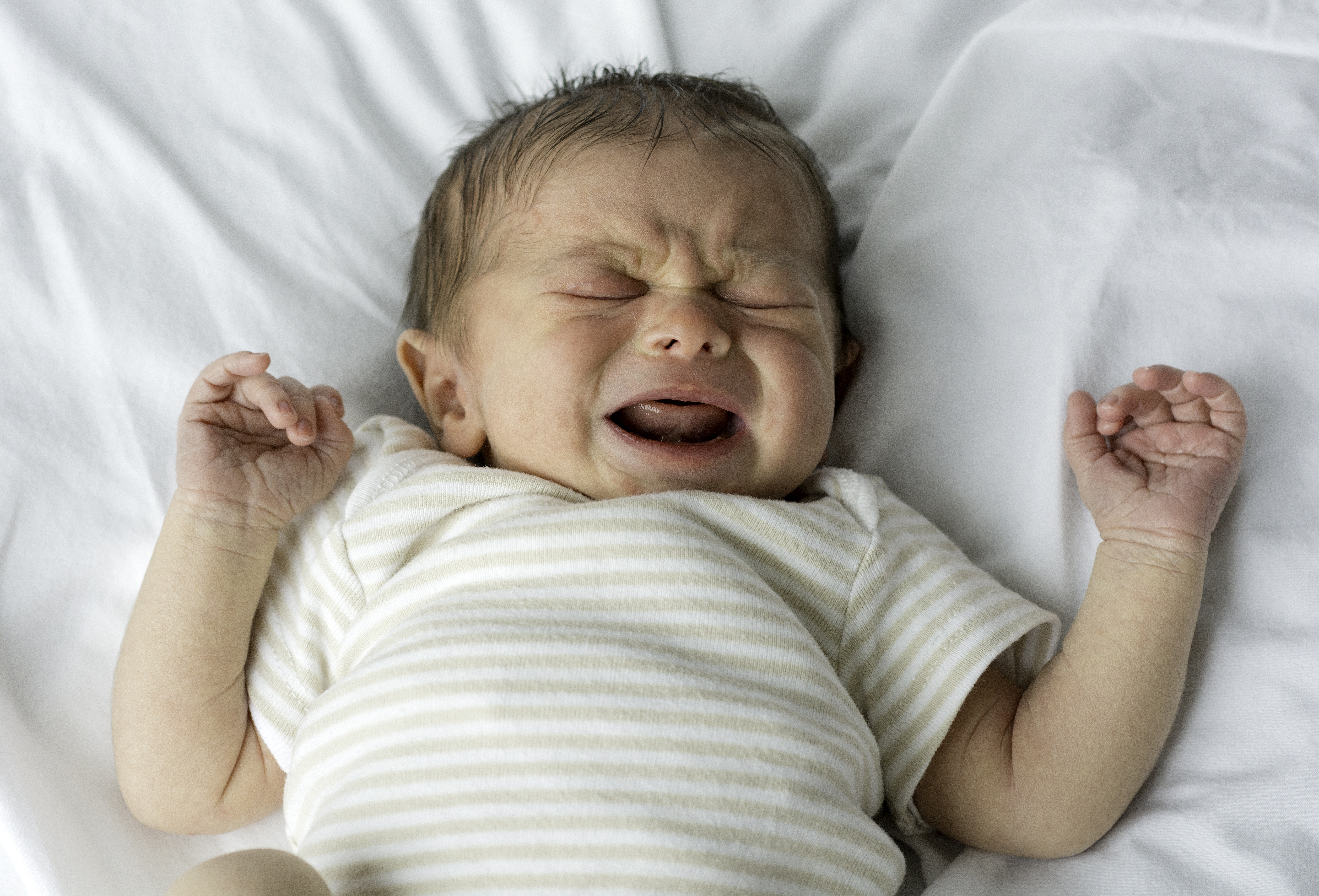
우는 아기

영아산통은 생후 4개월 이하의 영아에서 발작적인 울음과 보챔이 하루 3시간, 최소 한 주 동안 3회 이상 발생하는 상태를 말한다.